# Strada statale 32 Ticinese
La strada statale 32 Ticinese (SS 32) è una strada statale italiana. Il suo percorso si svolge interamente in provincia di Novara, collegando il capoluogo all'importante via del Sempione. Come suggerisce il suo stesso nome la strada corre parallela al tracciato del fiume Ticino.

## Percorso
Le connessioni con altri assi importanti si trovano all'inizio e alla fine: poco a nord di Novara si innesta con la tangenziale di Novara; a Borgo Ticino si stacca una diramazione per Borgomanero (vedi sotto); inoltre in prossimità del suo termine, la Ticinese interseca la Diramazione della Milano Laghi A8/A26, col casello di Castelletto Ticino.
Un tempo il suo tracciato diritto e preciso attraversava svariati centri abitati (quali Bellinzago Novarese, Oleggio, Marano Ticino, Borgo Ticino); la necessità però di creare un'arteria portante fra il Sempione, Arona e il capoluogo Novara, portò il gestore ANAS a creare varianti.
Lavori di ampliamento della carreggiata e di modifica del tracciato sono già stati eseguiti nel tratto fra Cameri e Bellinzago Novarese. I lavori si stanno svolgendo ora anche nel tratto compreso tra "la rotonda dello Zoo Safari" di Pombia e "la rotonda del Gigante" di Varallo Pombia..
La competenza ANAS comincia al km 3,962 e termina alla fine della strada al km 32,640. I primi 3,961 km di progressiva si svolgono all'interno dell'abitato di Novara, iniziando all'incrocio fra Corso Cavour, Corso Cavallotti e Corso Italia.

## Strada statale 32 dir Ticinese
La strada statale 32 dir Ticinese (SS 32 dir), precedentemente strada provinciale 32 dir Ticinese (SP 32 dir), è una strada statale italiana.

### Percorso
È una diramazione della strada statale 32 Ticinese; incomincia al chilometro 30+900 di quest'ultima, poco a nord di Borgo Ticino e, nel suo breve percorso attraversa Gattico per sfiorare quindi il comune di Comignago. Giunge infine a Borgomanero, dove si immette sulla ex strada statale 142 Biellese.
Venne classificata statale (precedentemente era la Strada provinciale 30 Borgomanero - SS 32), il 24 dicembre 1981, con la realizzazione delle varianti di Comignago e Campagnola di Borgo Ticino, su domanda della provincia, e grazie all'intervento di Franco Nicolazzi, gatticese e Ministro dei Lavori Pubblici dell'epoca.
In seguito al decreto legislativo n. 112 del 1998, dal 2001, la gestione è passata dall'ANAS alla Regione Piemonte, che ha provveduto all'immediato trasferimento dell'infrastruttura al demanio della Provincia di Novara. Nel 2021 la strada venne nuovamente affidata all'ANAS.